# Mads Fuglede
Mads Fuglede, né le 23 août 1971 à Copenhague (Danemark), est un homme politique danois, membre des Démocrates danois.

## Biographie
Mads Fuglede est un auteur et conférencier et, à partir de 1998, chargé de cours en politique internationale et politique américaine dans plusieurs universités. Il obtient un master en histoire et en philosophie à l'université d'Aarhus en 2004. Il devient commentateur régulier de la politique américaine pour la chaîne TV2 à partir de 2006.
Engagé au sein de Venstre, il est candidat aux élections législatives de 2015 dans la circonscription de la banlieue de Copenhague mais ne remporte pas de siège, devenant seulement suppléant pour son parti. À ce titre, il siège comme membre temporaire du Folketing d'octobre 2017 jusqu'à la fin de la législature en remplacement du député Jakob Engel-Schmidt, dont le congé pris en raison d'une offre d'emploi dans le secteur privé a été prolongé après qu'il ait été mis en cause pour conduite sous stupéfiants.
Il est élu député de plein exercice lors des élections de juin 2019. Comme à la fin de la législature précédente, il est lors de ce mandat le porte-parole du groupe parlementaire de Venstre pour l'immigration et l'intégration.
En mai 2020, il est le seul député de son parti à participer à une cagnotte lancée par La Nouvelle Droite pour soutenir sa collègue Inger Støjberg, cible d'une enquête judiciaire pour la séparation illégale de jeunes couples de demandeurs d'asile lorsqu'elle était ministre de l'immigration.
Il est réélu pour un nouveau mandat lors des élections du 1er novembre 2022, cette fois-ci dans la circonscription du Jutland de l'Ouest. Après le scrutin, en plus de son rôle en matière d'immigration et d'intégration, il devient le porte-parole de son parti en matière de défense et de citoyenneté.
En mars 2024, il annonce quitter Venstre pour rejoindre les Démocrates danois, le parti dirigé par Inger Støjberg. Il devient alors le porte-parole de son nouveau groupe pour le climat et l'énergie.